# Artemisiomyia gorovoji
Artemisiomyia gorovoji är en tvåvingeart som först beskrevs av Nikolai Vasilevich Kovalev 1967.  Artemisiomyia gorovoji ingår i släktet Artemisiomyia och familjen gallmyggor. Inga underarter finns listade i Catalogue of Life.